# Хаџидимово
Хаџидимово (буг. Хаджидимово) је град у југозападном делу Бугарске. Налази се у благоевградској области и административни је центар општине Хаџидимово.

## Географија
Овај град се налази у равничарској регији на неврокопском пољу, у близини реке Месте.

## Личности
У граду Хаџидимово је рођен:
- Иван Дјаков, познати бугарски народни певач